# Nieuwmoer
Nieuwmoer is de kleinste van de vijf dorpskernen van Kalmthout in de Belgische provincie Antwerpen. In 2022 telde het dorp 1844 inwoners.

## Geschiedenis
De eerste tekenen van menselijke aanwezigheid in Nieuwmoer zijn bewerkte vuurstenen uit het Stenen tijdperk. De oudste schriftelijke bron waarin naar Nieuwmoer onder de naam Blijdenberg verwezen wordt, is een akte van de Abdij van Tongerlo uit 1466. Op dit ogenblik is de oudste vermelding van de naam Nieuwmoer teruggevonden in een handelsovereenkomst afgesloten op 10 januari 1452. In dat document lees je dat een lening van 150 gouden Arnoldusguldens zal afbetaald worden door te werken in de turfwinning van de nieuwen moer.
Eeuwenlang was turfwinning (zie moernering) een belangrijke pijler waarop de ontginning van de regio steunde. De turf werd langs turfvaarten vervoerd naar Roosendaal.De oudste, de Turfvaart, is gegraven omstreeks 1290. Vanaf 1449 werd de Roosendaalse Vaart gegraven. Vanuit de vennen werd het water via spuien naar de vaart geleid. Dat veroorzaakte een fijnmazig netwerk van kanaaltjes die de omgeving de naam Venetië bezorgde.Iedere schuit bracht telkens 4 last turf, of 40 000 kubusvormige blokjes, samen haast 43 m³, naar Roosendaal. Ze voeren 10 tot 20 keer per jaar en bij hun terugkeer brachten ze mest mee die bedoeld was om de grond vruchtbaar te maken.
Tijdens de Eerste Wereldoorlog lag een groot deel van Nieuwmoer in een soort niemandsland, afgesloten van de rest van de wereld door langs de ene kant de rijksgrens met Nederland en langs de andere kant de Dodendraad.
Aan het einde van de Tweede Wereldoorlog stond in Nieuwmoer een batterij Brits luchtafweergeschut om V-bommen te bestoken die vanuit Nederland werden afgeschoten.

## Geografie
Ten noorden van Nieuwmoer ligt Essen, in het zuidwesten Kalmthout, in het westen Wildert, in het oosten het Nederlandse Achtmaal en in het zuiden de gemeente Wuustwezel.

## Bezienswaardigheden

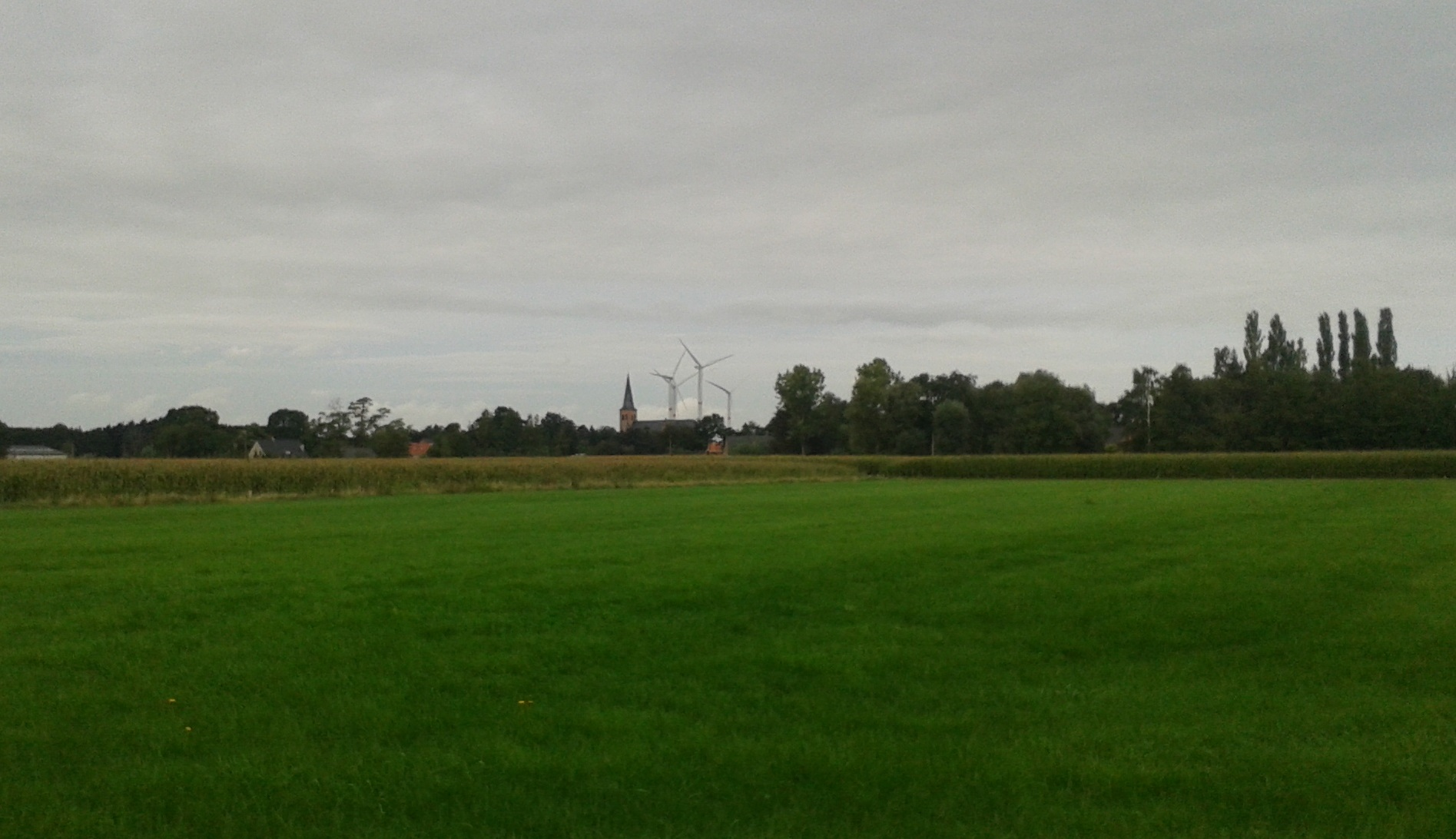
De dorpskern van Nieuwmoer gezien vanuit de Riethoek

- In het dorp staat, aan de Kerkstraat, de neogotische Onze-Lieve-Vrouwekerk. Ze is gebouwd op de historische 'Blijdenberg', waar al sinds de vijftiende eeuw een kapel stond. In 1842 verwierf Nieuwmoer het statuut van een zelfstandige parochie. Dat was het sein om de laatste kapel te vervangen door een volwaardige kerk. De provinciale bouwmeester Berckmans tekende het plan en op 13 juni 1844 werd de eerste steen gelegd door deken Meeusen van het district Hoogstraten. Kardinaal Engelbertus Sterckx wijdde op 7 augustus 1854 de kerk in. Na verschillende kleine aanpassingen was de grootste ingreep het opblazen van de als Duitse uitkijkpost gebruikte toren op 21 oktober 1944. Op 6 mei 1948 luidde de toren met drie nieuwe klokken het volledige functioneren van de herstelde kerk in. In de periode 1944-1948 gebruikte men de parochiezaal H. Norbertus als noodkerk.[5]
- Een bijzondere plaats in de kerk en het parochieleven bekleedt de H. Lucia van Syracuse. Norbertijn Eligius Rigouts bracht haar relikwieën, stukje been, op 16 december 1712 mee uit Rome. In de kerk wordt de H. Lucia vereerd en aangeroepen tegen oogziekten, rode loop, pijnlijke kelen en allerlei toenmalige kwalen. Op 13 december veroorzaakte dit een toeloop van pelgrims. Er werden kaarsen gebrand en zijden draadjes gewijd die als relikwie door de bedevaarders mee huiswaarts werden genomen.[6]

## Natuur en landschap
Nieuwmoer ligt in de Noorderkempen.
- In het oosten van Nieuwmoer ligt natuurreservaat De Maatjes. De voortzetting hiervan in Nederland heet Matjens.

## Economie
Naast de florissante turfontginning die tot het ontstaan van het dorp leidde, is een verdwenen steenbakkerij een eerder onbekend economisch gegeven. In de periode 1927-1936 was er naast de Wuustwezelsteenweg, op de kadasterpercelen Marijnevennen, met enkele onderbrekingen een steenbakkerij actief. Er was een ringoven van 45 m lengte met 18 kamers voor 300 000 stenen. De steenfabriek kon jaarlijks 3 000 000 bakstenen produceren. Was de in de bodem aanwezige klei wellicht de aanleiding tot het oprichten van de steenbakkerij, het ontbreken van een water- of spoorweg was wellicht een oorzaak van het snelle verdwijnen. Op die klei na moest alles langs de weg, met paard en kar, worden aan- en afgevoerd. Dat alles net voor en na de wereldwijde economische crisis van 1929.
Een andere haast logische economische activiteit was het malen met een windmolen. Op de hoek van de Holleweg en de Maalderijstraat stond aan het eind van de 18de eeuw de houten standaardmolen van Jan Quaeyagers (1769-1818). De laatste molenaar was Alfons Buyens (1899-1984). Zijn molen werd vernield tijdens de Tweede Wereldoorlog en werd niet heropgebouwd. Hij zette zijn werk verder, in de Maalderijstraat, met een moderne moleninstallatie.
Een aantal plaatselijke landbouwers stichtten in een coöperatieve vennootschap in 1921 de Stoommelkerij Sint-Lucia. Deze melkerij bevond zich naast de kerk. Ook deze werd gesloten en leeggeroofd tijdens de Tweede Wereldoorlog en later niet meer heropgestart.
Het dorp heeft een Spar supermarkt, een aantal fietsenmakers, kapsalons, restaurant Den Engel en architectenbureau March.

## Bekende (oud-)inwoners
- Jozef Tilborghs (1830-1910), organist, muziekpedagoog, componist, herinnerd in de Jos Tilborghsstraat
- Jérôme Becker (Kalmthout, 1850 – Antwerpen, 1912), ontdekkingsreiziger en militair, herinnerd in de Jeroom Beckerstraat
- Cornelius Deckers, (1847-1915), abt van de norbertijnerabdij in Tongerlo, herinnerd in de Prelaat Deckersstraat
- Arthur Van den Eeckhout, (1896 - 1988) onderwijzer en stichter van de beroepsschool, herinnerd in de Meester Van den Eeckhoutstraat
- Leon Mattheeusen, (1920-2006) wielrenner en fietsenmaker, herinnerd in de Theeuwstraat[8]
- Fons Oerlemans (1938), ontdekkingsreiziger
- Leo Delcroix (1949-2022), politicus
- Ludo Delcroix (1950), wielrenner
- Roger Van Gool (1950), voetballer
- Johan Van Oers (1952), dichter en auteur van boeken over dementie
- Nathalie Delcroix (1976), zangeres
- Jorunn Bauweraerts (1979), zangeres
- Bart Aernouts (1982), veldrijder
- Jim Aernouts (1989), veldrijder
- Ritchie Vermeire (1975), filmregisseur

## Nabijgelegen kernen
Essen, Horendonk, Wildert, Achterbroek, Achtmaal, Wuustwezel